# Bakumivka, Barîșivka
Bakumivka (în ucraineană Бакумівка) este un sat în comuna Parîșkiv din raionul Barîșivka, regiunea Kiev, Ucraina.

## Demografie
Componența lingvistică a localității Bakumivka
     Ucraineană (100%)
Conform recensământului din 2001, toată populația localității Bakumivka era vorbitoare de ucraineană (100%).